# Bangkok Robbery 102
Bangkok Robbery 102 (Alternativtitel: Bangkok Robbery; Thai: 102 ปิดกุรงเทพปล้น, 102 Pit Krungthep Plon) ist ein thailändischer Actionfilm des Regisseurs Tanit Jitnukul aus dem Jahr 2004.

## Handlung
Nawin ist Befehlshaber einer thailändischen Spezialeinheit, die im Regierungsauftrag heikle Operationen ausführt. Eine jener Missionen führt den loyalen Elitesoldaten mit seiner Einheit ins abgelegene Grenzgebiet, wo er allerdings unerwartet auf heftige Gegenwehr stößt. Ohne jegliche personelle Verstärkung oder gar militärische Unterstützung – die politischen Lage des Landes hat sich zwischenzeitlich radikal geändert; General Anusund muss notgedrungen die Truppen zurückziehen – wird die Sondereinheit mehr oder weniger ihrem Schicksal überlassen. Nawin und seine Männer werden von hochgerüsteten Drogenschmugglern bedrängt und aufgerieben, wenigen Überlebenden gelingt ein Rückzug, darunter auch Nawin. In seinem Heimatland gilt er – wie auch seine Kampfgefährten – seitdem als tot.
Derweil spitzt sich die Situation in Thailand zu. Der neue Regierungschef plant wegen der anhaltenden Finanzkrise einen rigorosen Sparkurs, um binnen zwei Jahren die Auslandsschulden des Landes beim Internationalen Währungsfonds (IWF) zu tilgen. Diese unpopuläre Maßnahme soll langfristig die Volkswirtschaft ankurbeln. Landesweite Proteste und Demonstrationen sind die Folge. Eine Gruppe mächtiger Wirtschaftslobbyisten und Militärs ist ebenfalls gegen die Begleichung der Schulden und formiert eine geheime Verschwörung mit äußerst fragwürdigen Absichten. Dem einflussreichen Geheimbund gelingt es General Anusund, den ehemaligen Kommandanten Nawins, für ihre „Zwecke“ zu aktivieren. Der erfahrene Taktiker und Offizier wird zum Spielball der Wirtschaftsgrößen, die skrupellos den Sturz des Regierungschefs planen.
Nawin und seine überlebenden Weggefährten fristen währenddessen ein eher trostloses Leben. Die für tot erklärten Soldaten sind verarmt, arbeits- und perspektivlos. Sie geraten auf die schiefe Bahn. Nach einem misslungenen Bankraub, der in einer Geiselnahme endet, sterben drei der tatbeteiligten Männer bei einem Schusswechsel mit alarmierten Polizeieinheiten. Lediglich Nawin überlebt. Er gerät kurzzeitig in Gewahrsam, wird allerdings von Anusunds Leuten befreit und für eine Terrorzelle angeheuert, die aus verbliebenen Männern seiner Einheit sowie mehrheitlich aus brutalen Kriminellen besteht. Seine zusammengewürfelte Bande installiert daraufhin in vier zentralen Einrichtungen Bangkoks Bomben, setzt die Behörden davon in Kenntnis, um die anstehende feierliche Schuldentilgung zu sabotieren. Zusätzlich bereitet man den Raub von Thailands Goldreserven vor.
Der informierte Oberst Pakorn, Leiter des Anti-Terror-Einsatzkommandos, und Jack Rapong, Agent der Anti-Terroreinheit für internationale Angelegenheiten, müssen innerhalb von 102 Minuten die Bomben, es sind in Wirklichkeit nur Attrappen, finden und sie entschärfen. Pakorn bemerkt geistesgegenwärtig, dass die vier Sprengsätze ein geschicktes Ablenkungsmanöver sind, die von der Zentralbank ablenken sollen. Dennoch kann er die Katastrophe nicht verhindern. Nachdem das Edelmetall geraubt und auf einem LKW verladen wurde, überschlagen sich die Ereignisse; die Motive der „nationalen Verschwörung“ werden nun erkennbar. General Anusund und Nawin sollten Druck auf die Regierung ausüben, während man in erster Linie an den Goldreserven des Landes interessiert war. Die „Marionetten“ Anusund, Nawin sowie seine übrigen Ex-Elitesoldaten sind nun nutzlos, man versucht sich ihrer zu entledigen. Der General wird ermordet, Nawins langjährige Weggefährten dezimiert. Der tapfere Elitesoldat erkennt nun, dass er hintergangen und getäuscht wurde. Die Existenz einer weiteren Bombe wird bekannt, die das Regierungsviertel auslöschen soll.
Auf der Flucht vor der Polizei, die ihn als manipulierten Terrorist verfolgt, versucht Nawin mit den letzten verbliebenen Männern den unbekannten Mann zu finden, der mittels Fernzündung eine Detonation auslösen kann. Die Polizei stellt aber die Terroristen. Sämtliche Gefolgsleute Nawins sterben im Kugelhagel, er selbst wird von Pakorn erschossen. Zuvor gelang es ihm, den Unbekannten mit dem Bombenzünder tödlich zu verletzen – es war Jack Rapong. Am Ende des Films begleicht Thailand sämtliche Auslandsschulden; die kriminellen Verschwörer werden verhaftet.